# Stemonocera discalis
Stemonocera discalis är en tvåvingeart som först beskrevs av Enrico Adelelmo Brunetti 1917.  Stemonocera discalis ingår i släktet Stemonocera och familjen borrflugor. Inga underarter finns listade i Catalogue of Life.